# Gorani (národ)
Gorani nebo Goranci (cyrilicí: Горани nebo Горанци, v překladu Horalé) jsou slovanští muslimové jazykově příbuzní dnešním Makedoncům. Jejich původní osídlení se vyskytuje v regionu Gora v Kosovu a Albánii. Komunita čítá na 60 000 lidí, kteří jsou dnes roztroušení v mnoha balkánských (hlavně v Srbsku) a evropských zemích. Goranci hovoří přechodným jihoslovanským dialektem, zvaným našinski.
V období socialistické Jugoslávie se Goranci hlásili k muslimské národnosti. Po rozpadu federace se část komunity v národním smyslu považuje za Gorance, část za Bosňáky a jistá část za Albánce. Gora původně tvořila samostatný okres, ale po jeho sloučení s většinově albánským okresem Dragaš (mezi lety 1945–1991 a od 1999) dochází k albanizaci goranské slovanské populace.